# Stade Eládio-de-Barros-Carvalho
 (septembre 2024).
Si vous disposez d'ouvrages ou d'articles de référence ou si vous connaissez des sites web de qualité traitant du thème abordé ici, merci de compléter l'article en donnant les références utiles à sa vérifiabilité et en les liant à la section « Notes et références ».
Le stade Eládio de Barros Carvalho, populairement connu sous le nom d'Aflitos, est un stade de football situé à Recife au Brésil.
Le stade appartient au Clube Náutico Capibaribe, qui y joue ses matchs à domicile.